# Kirke Værløse Kirke
Kirke Værløse Kirke ligger i Kirke Værløse, ca. 5 km vest for Værløse. Den er bygget omkring 1200 i klassisk romansk stil.

## Eksterne kilder og henvisninger
- Wikimedia Commons har flere filer relateret til Kirke Værløse Kirke
- Kirke Værløse Kirke hos KortTilKirken.dk
- Kirke Værløse Kirke hos danmarkskirker.natmus.dk (Danmarks Kirker, Nationalmuseet)